# Camelots du roi
Die Camelots du roi (frz. Fédération nationale des Camelots du Roi) waren der am 16. November 1908 gegründete Kampfverband der Jugendorganisation der nationalistisch-monarchistischen Action française. Als Camelots (eigentlich „Pagen“) werden in Frankreich Straßenhändler, Zeitungsverkäufer und Prospektverteiler bezeichnet. 
Die monarchistische Ausrichtung der Organisation wandelte sich nach dem Ersten Weltkrieg in Richtung – entsprechend der Entwicklung der Action française – autoritärer Strukturen. Zur Durchsetzung der antidemokratischen Ziele waren auch terroristische Aktionen, sogenannte „direkte Aktionen“ (Action directe) vorgesehen.